# Transzantarktiszi-hegység
A Transzantarktiszi-hegység egy 3500 km hosszú hegységrendszer, amely a Ross-tenger és a Weddell-tenger között a teljes Antarktiszon végighúzódik és azt Kelet- és Nyugat-Antarktiszra osztja.

## Földrajza

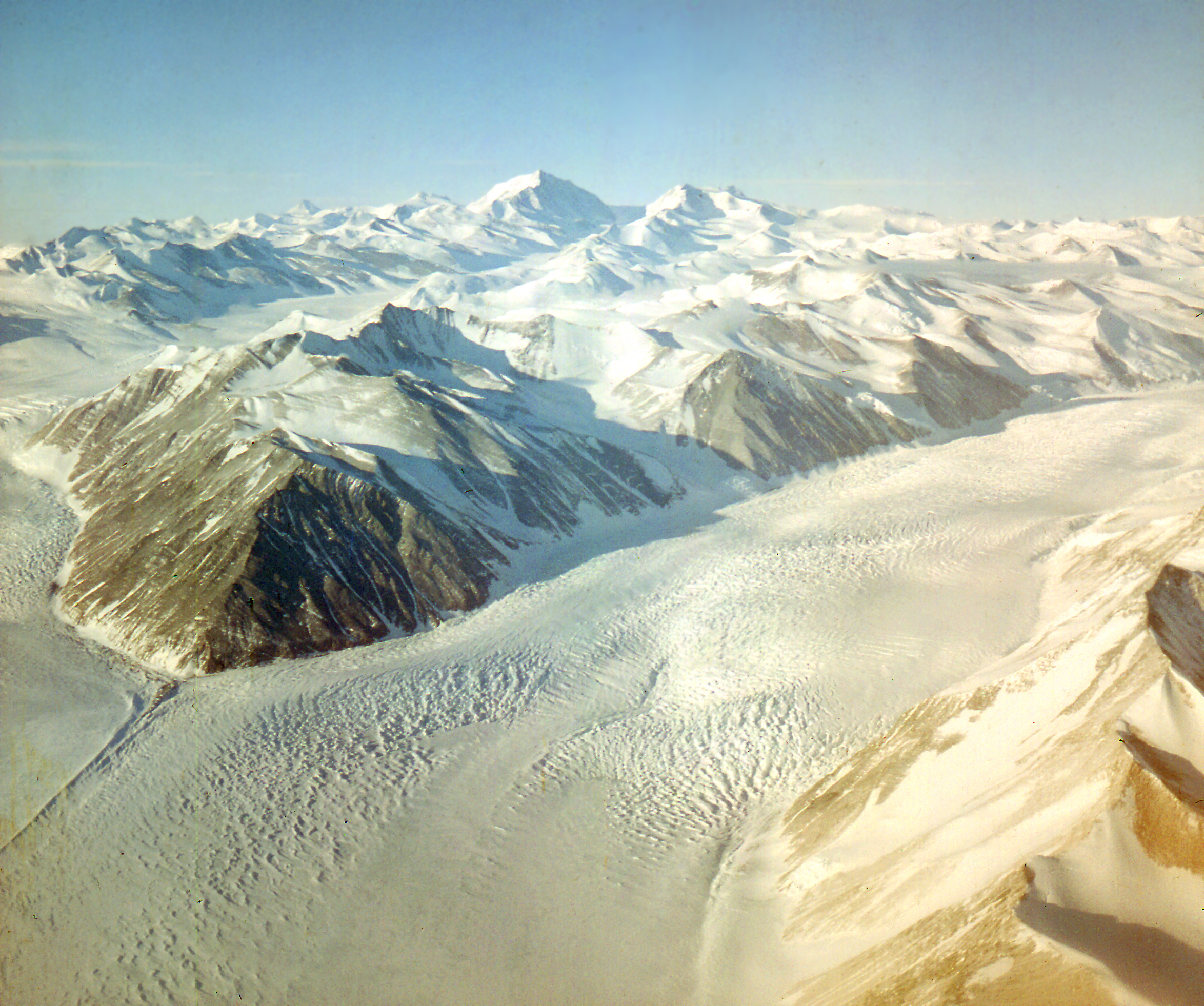
A Beardmore-gleccser 1957-ben

A hegység a teljes antarktiszi kontinensen átvonul, innen kapta nevét is. Egyik vége a Ross-tengernél, a Viktória-földbeli Adare-foknál, míg a másik a Weddel-tengernél, a Coats-földön található. 3500 km-es kiterjedésével a Föld leghosszabb hegységei közé tartozik. A 100–300 km széles hegység a kontinenst Kelet- és Nyugat-Antarktiszra választja ketté.
4500 méteres magasságot is elérő csúcsai (melyek közül legmagasabb a 4528 méteres Mount Kirkpatrick) és ún. szárazvölgyei azon ritka helyek közé tartoznak a déli sarkvidéken amelyet nem borít hó vagy jég. A McMurdo-öbölnél fekvő McMurdo-szárazvölgyek a rendkívül alacsony csapadékmennyiség és az erős szelek miatt hó és jégmentesek. A jéggel körbevett, de jégmentes, izolált hegycsúcsokat eszkimó eredetű szóval nunataknak nevezik.
A Viktória-föld tengerpartjánál pingvinek, fókák és tengeri madarak élnek a hegység peremén, de a belföldi szakaszokon az élővilág zuzmókra, gombákra, algákra és baktériumokra korlátozódik. 

## Felfedezése
A Transzantarktiszi-hegységet James Ross pillantotta meg először a Ross-tengerről. Mivel a hegység a Ross-selfjég és a Déli-sark között fekszik, a sarkra igyekvő felfedezőknek át kellett rajta kelniük. 1908-ban Ernest Shackleton csapata elsőként keresztezte a hegyvonulatot a Beardmore-gleccseren át, bár a Déli-sarkot nem sikerült elérniük. 1911-ben Robert Scott ugyanitt kelt át, míg Roald Amundsen csapata az Axel Heiberg-gleccsert választotta a sark felé tartó útján.
A hegység nagy része az 1940-es és 50-es évekig felfedezetlen maradt, míg a Highjump-művelet és a nemzetközi geofizikai év keretében légifotózás alkalmazásával elkészítették az egész kontinens részletes térképét. A hegység nevét 1962-ben javasolta az Antarktiszi Elnevezések Tanácsadó Bizottsága.
Az Amundsen–Scott déli-sarki kutatóállomás szárazföldi utánpótlási útvonala a McMurdo kutatóállomástól kezdődik és a Maud királyné-hegység Leverett-gleccserén halad át.

## Geológiája

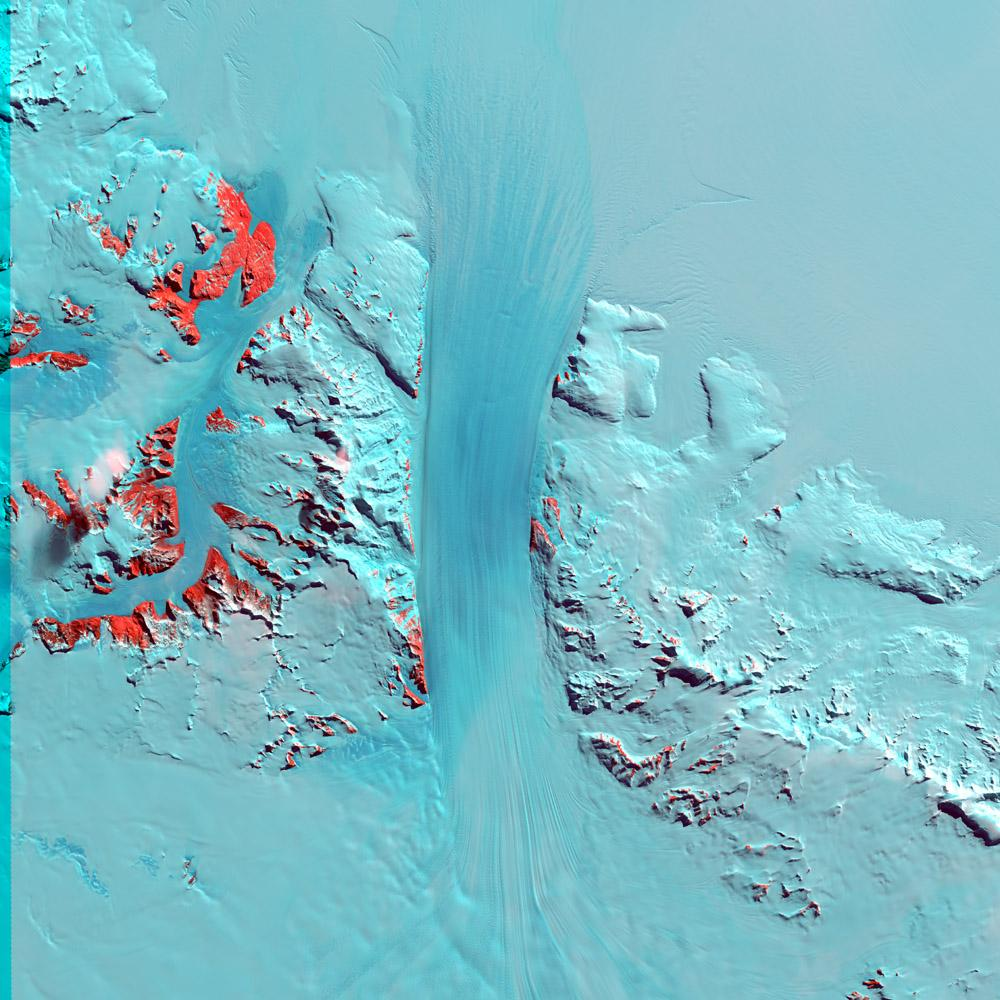
A Byrd-gleccser műholdról

A Transzantarktiszi-hegység főleg vulkanikus eredetű és jelentősen öregebb, mint a kontinens egyéb hegységei. Első vonulatai a 65 millió évvel ezelőtt, a kainozoikum elején emelkedtek ki, a Nyugat-antarktiszi árok megnyílásakor.
A hegyek gránit és gneisz alapkőzetre rétegződött üledékes kőzetekből állnak. Ezekhez az üledékes kőzetekhez tartozik a Beacon Supergroup homok- és iszapköve és a szilurtól egészen a jura korszakig lerakódó kőszéntelérjei. Az üledékes kőzetekben számos fosszíliát is találtak.
A Kelet-Antarktisz jege a Transzantarktiszi-hegységen keresztül számos gleccser formájában folyik át a Nyugat-Antarktisz jégpajzsára, a Ross-jégre és a Ross-tengerbe. Ezek a gleccserek a hegyvonulat irányára merőlegesen haladnak és elválasztják egymástól az egyes hegycsúcsokat és hegycsoportokat. 

## Fordítás
- Ez a szócikk részben vagy egészben  a   Transantarctic Mountains című angol Wikipédia-szócikk ezen változatának fordításán alapul.  Az eredeti cikk szerkesztőit annak laptörténete sorolja fel. Ez a jelzés csupán a megfogalmazás eredetét és a szerzői jogokat jelzi, nem szolgál a cikkben szereplő információk forrásmegjelöléseként.